# 郡役所前車站
郡役所前車站（日语：〔〕 Gunyakusho-mae ?）是一個曾經存在於日治臺灣臺北州文山郡新店街（今臺灣新北市新店區）境內的鐵路車站，由台北鐵道株式會社經營，為其轄下新店線（又稱為「萬新鐵路」）之終點站。1931年8月1日新店線由原終點站新店延伸至文山郡役所前並設置本站。二次大戰結束後，新店線由國民政府接收，郡役所前車站廢站。